# Косенков, Александр Михайлович
Алекса́ндр Миха́йлович Косенков (род. 28 июля 1956, Хабаровск, РСФСР, СССР) — советский прыгун в воду. Бронзовый призёр (трамплин) Летних Олимпийских игр в Монреале (1976). Участник двух летних олимпиад: 1976 и 1980. Член спортивного общества «Спартак» (Минск).